# Армудлу (Губадлинский район)
Армудлу (азерб. Armudlu) — село в Губадлинском районе Азербайджана.
Уроженцем Армудлу является Гамидов, Шюкюр Нариман оглы — Национальный герой Азербайджана.

## История
В годы Российской империи село Армутлу находилось в составе Зангезурского уезда Елизаветпольской губернии. По данным «Кавказского календаря» на 1912 год в селе Армутлу Зангезурского уезда проживало 38 человек, в основном азербайджанцев, указанных в календаре как «татары».
В советские годы село входило в состав Губадлинского района Азербайджанской ССР. В результате Первой карабахской войны в августе 1993 года перешло под контроль непризнанной Нагорно-Карабахской Республики. В ходе 44-дневной Второй карабахской войны (27 сентября - 10 ноября 2020 года) село было освобождено от длительной армянской оккупации Вооружёнными силами Азербайджанской Республики.

## География
Расположено в гористой местности, на левом берегу реки Хаккари, в 15 км к северо-востоку от районного центра города Губадлы.